# 雷切爾·亨特
雷切爾·亨特（Rachel Hunter，1969年9月8日—），紐西蘭奧克蘭出生，她是一位紐西蘭超模，演員及電視監製，她是英國真人秀我要當超模（Make Me A Supermodel）的主持人。

## 早年
在紐西蘭奧克蘭出生的雷切爾，十七歲就已經開始做模特兒。

## 外部連結
- - 官方網站